# Alcochete
Alcochete (aɫku'ʃet(ɨ)) è un comune portoghese di 13 010 abitanti situato nel distretto di Setúbal.

## Società

### Evoluzione demografica
| Popolazione di Alcochete (1801 – 2004) | Popolazione di Alcochete (1801 – 2004) | Popolazione di Alcochete (1801 – 2004) | Popolazione di Alcochete (1801 – 2004) | Popolazione di Alcochete (1801 – 2004) | Popolazione di Alcochete (1801 – 2004) | Popolazione di Alcochete (1801 – 2004) | Popolazione di Alcochete (1801 – 2004) | Popolazione di Alcochete (1801 – 2004) |
| -------------------------------------- | -------------------------------------- | -------------------------------------- | -------------------------------------- | -------------------------------------- | -------------------------------------- | -------------------------------------- | -------------------------------------- | -------------------------------------- |
| 1801                                   | 1849                                   | 1900                                   | 1930                                   | 1960                                   | 1981                                   | 1991                                   | 2001                                   | 2004                                   |
| 2256                                   | 3097                                   | 6088                                   | 6656                                   | 9270                                   | 11246                                  | 10169                                  | 13010                                  | 14966                                  |

## Freguesias
- Alcochete
- Samouco
- São Francisco